# Maxlrain

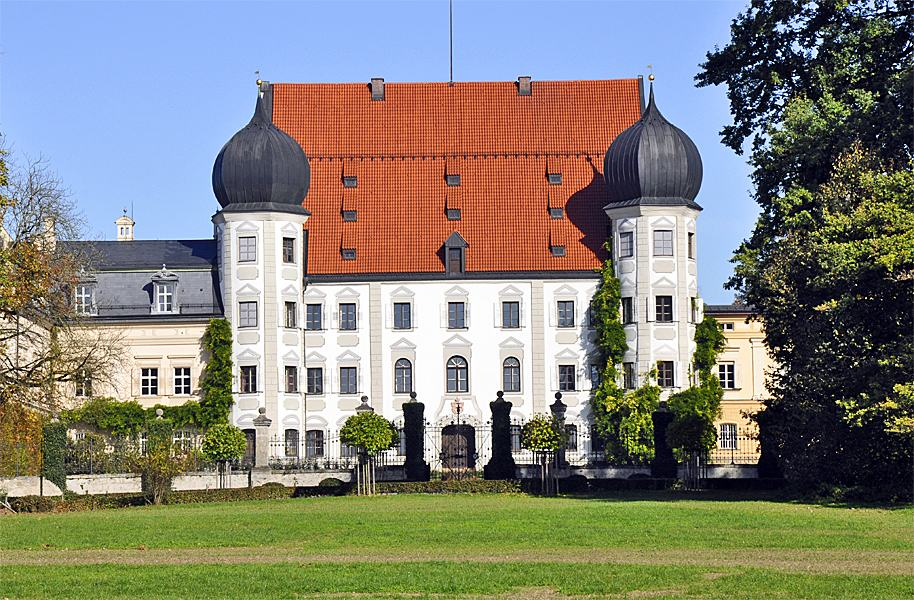
Schloss Maxlrain

Maxlrain ist ein Ortsteil der Gemeinde Tuntenhausen im oberbayerischen Landkreis Rosenheim.

## Geschichte
Maxlrain wurde unter dem Namen Mahsminreini im 9. Jahrhundert urkundlich als Eigentum des Freisinger Bischofs erwähnt. Im 12. Jahrhundert werden die Herren von Maxlrain als Eigenleute der Herren von Kloster Beyharting erwähnt. 1516 erwarben sie die reichsunmittelbare Herrschaft Waldeck mit dem Hauptort Miesbach. Wolf von Maxlrain ließ 1523 die Lehnsherrlichkeit des Freisinger Bischofs über seine Herrschaft Wallenburg auf seinen Sitz Maxlrain übertragen.
1734 kam nach dem Tod des letzten Maxlrainers, Johann Joseph Maximilian Veit, der Maxlrainer Stammbesitz an den Reichsgrafen Max von Rheinstein-Tattenbach. Das Grafengeschlecht von Rheinstein-Tattenbach starb 1821 aus. 1822 erbten ein Jahr nach der Umgestaltung der Hofmark in ein Patrimonialgericht die Grafen von Arco auf Valley den Besitz Maxlrain. 1848 kam es mit einer Verwaltungsreform im Königreich Bayern zum Ende der Hofmarken. Vor dem Zweiten Weltkrieg erwarben die Grafen von Hohenthal das Schloss mit Gut sowie Brauerei und Mälzerei. Heute befindet es sich im Besitz von Christina Prinzessin Lobkowicz, geb. Gräfin von Hohenthal und Bergen, die mit Erich Prinz von Lobkowicz verheiratet ist.

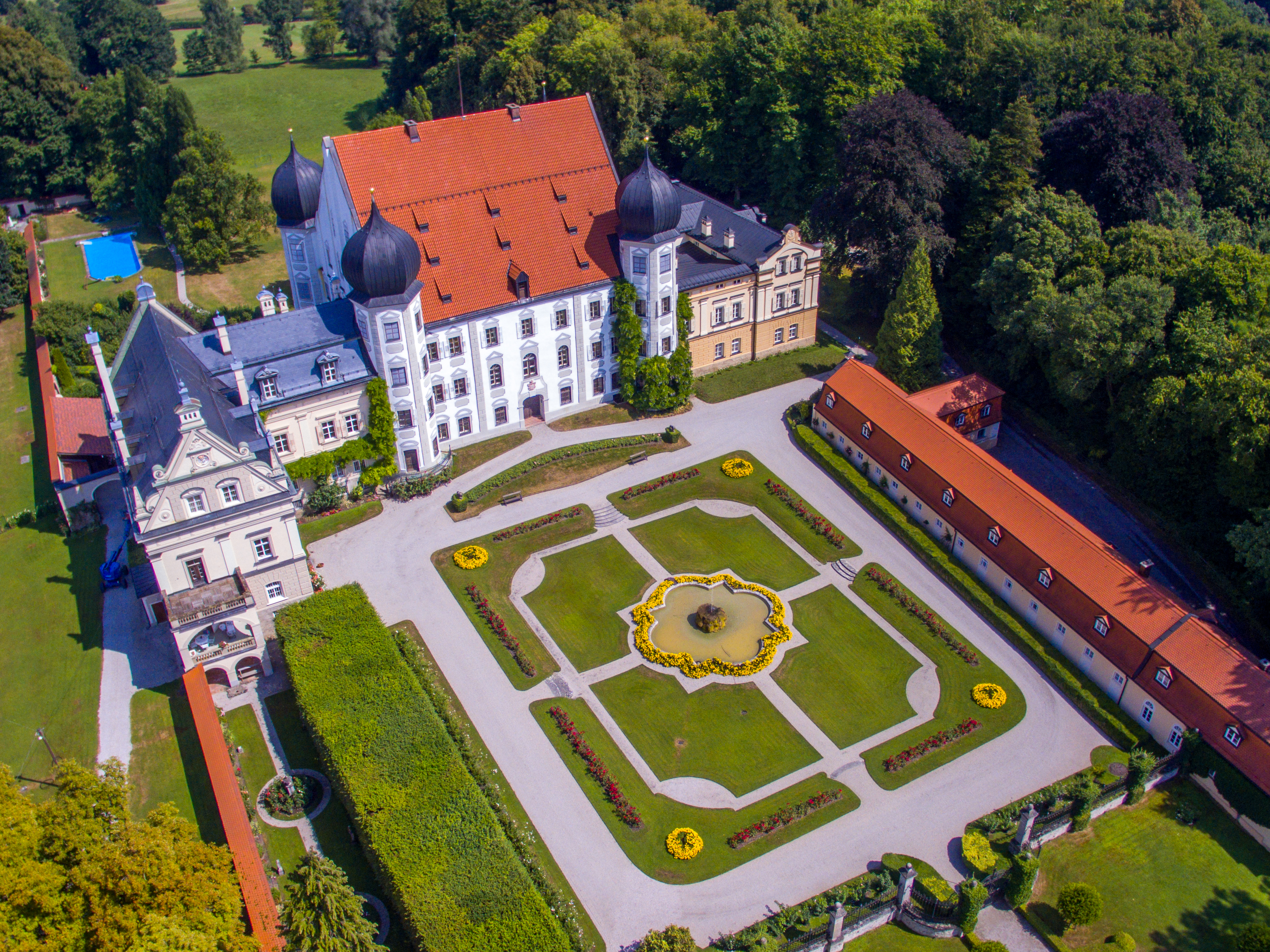
Schloss Maxlrain

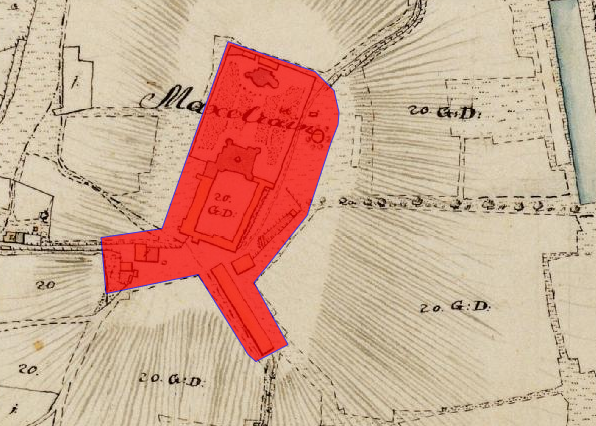
Lageplan von Schloss Maxlrain auf dem Urkataster von Bayern

## Schloss
Die ursprüngliche Burg, errichtet in der ersten Hälfte des 9. Jahrhunderts, ist 1577 abgebrannt.
Das heutige Schloss ist ein Achteckbau mit vier Ecktürmen und Anbauten:
- Hauptbau: Errichtet 1582–1585
- Schlosskapelle: Im Kern spätgotisch, 1720 im Stil des Rokoko umgestaltet
- Wirtschaftsgebäude: 18. Jahrhundert
- Schlossallee (Eichen und Linden): 18. Jahrhundert

Die Erbauer des Schlosses waren die Ritter von Maxlrain; weitere Besitzer waren die Wittelsbacher (1734), die Grafen von Rheinstein und Tattenbach, die Grafen von Arco auf Valley bzw. Arco zu Zinneberg und die Grafen von Hohenthal und Bergen (1936).
Die Anlage ist unter der Aktennummer D-2-61-000-479 als denkmalgeschütztes Baudenkmal von Maxlrain verzeichnet. Ebenso wird sie als Bodendenkmal unter der Aktennummer D-1-8037-0111 im Bayernatlas als „untertägige mittelalterliche und frühneuzeitliche Befunde im Bereich von Schloss Maxlrain und seiner Vorgängerbauten mit zugehörigem Wirtschaftshof“ geführt.
1831 wurde die Dichterin Franziska von Hoffnaaß auf Schloss Maxlrain geboren.

## Schlossbrauerei
Im Jahre 1746 erwirkte Gräfin Josepha von Lamberg von Kurfürst Maximilian III. Joseph offiziell die Erlaubnis, auf Maxlrain braunes Bier zu brauen, indem sie nachwies, dass die braune Brauhaus-Gerechtigkeit schon seit mehr als 100 Jahren in Maxlrain exerziert worden war. 1870 schließlich erwarb der berühmte Adlerjäger Graf Maximilian von Arco-Zinneberg Maxlrain für seinen Sohn Graf Ludwig von Arco-Zinneberg, der mit seiner ersten Frau, einer Gräfin Schaesberg, den Ostflügel und mit seiner zweiten Frau, einer Prinzessin Lobkowicz aus Böhmen, den Westflügel hinzufügte und auch die Brauerei neu an der jetzigen Stelle errichtete.
Die Schlossbrauerei Maxlrain ist heute im Besitz von Erich Prinz von Lobkowicz. Sie lässt von den Bauern in der weiteren Umgebung spezielle Braugerstensorten anbauen.
2012 wurde sie vom Bundesministerium für Ernährung, Landwirtschaft und Verbraucherschutz als Deutschlands Brauerei des Jahres ausgezeichnet.

## Veranstaltungen
- Jährliches Oldtimertreffen „ADAC Bavaria Historic“, ein Wochenende Ende Mai / Anfang Juni[1]
- Seit 2006: Jährliches „Mittelalterlich Phantasie Spectaculum“, besser bekannt als die Maxlrainer Ritterspiele[2]
- Seit 1988: Opernbühne e. V. Bad Aibling / Maxlrain: Jedes Jahr im Juli bringt die Opernbühne eine Produktion auf die Bühne. Das besondere ist die Besetzung: der Chor besteht ausschließlich aus Mitgliedern aus der Region, die Spaß am Singen haben. Die Orchestermitglieder sind teilweise Hobby-, teilweise professionelle Musiker. Die Hauptstimmen werden von Sängern und Sängerinnen besetzt, die noch am Anfang ihrer Karriere stehen. Für einige war der Auftritt an der Opernbühne ein Sprungbrett auf namhafte Bühnen. Das komplette Organisationsteam, also Bühnengestaltung und -bau, Requisite und Kostüme, Kartenverkauf, Gestaltung des Programmhefts, Social Media und Catering sind ehrenamtlich tätige Mitglieder der Opernbühne. 2018 steht „La clemenza di Tito“ von Wolfgang Amadeus Mozart auf dem Spielplan.[3]